# Wilhelm Bünte
Heinrich Christian Wilhelm Bünte (* 14. November 1828 in Brake bei Sulingen; † 25. September 1913 in Friedrichsbrunn) war ein deutscher Chorleiter, Lehrer, Musikdirektor, Professor und Komponist.

## Leben

### Familie
Wilhelm Bünte war der Sohn eines Lehrers und Kantors. Er hatte drei Brüder.
Laut dem Adreßbuch der Königlichen Haupt- und Residenz-Stadt Hannover für 1866 wohnten in der Stadt auch
- August Heinrich Diedrich Bünte,[2] einer der drei Brüder von Wilhelm,[1] Lehrer an der Mittelschule, Hof- und Kirchensänger, wohnhaft Ernst-August-Platz 4;[2]
- (Johann) Heinrich Bünte, Lehrer an der Bürgerschule I in der Burgstraße, Burgstraße 21 II;[3]
- Fr. Bünte, Lehrer an der Mittelschule, Friedrichstraße 12a;[3]
- August Victor Bünte, Holzhändler, Osterstraße 100, I.[2]

Ein weiterer Familienangehöriger war Karl August Wilhelm Bünte (* 28. Januar 1860), Sohn des Lehrers Heinrich Bünte und der Amalie Kracke (* in Hannover).

### Werdegang
Wilhelm Bünte wurde zunächst durch seinen Vater ausgebildet, später auch durch einen Privatlehrer. Als Jugendlicher besuchte er 1844 bis 1847 die Präparandenanstalt des Kantors Grove in Langenhagen und wurde anschließend von 1847 bis 1849 selbst als Hauslehrer tätig in Rothenkirchen und Ebstorf. Daran anschließend besuchte er in Hannover das Hauptseminar und wurde 1852 als Lehrer an der dortigen Freischule angestellt.
1854 übernahm Bünte die Leitung der schon 1851 gegründeten Liedertafel „Frohsinn“, die wenige Jahre später umbenannt wurde in „Hannoverscher Männergesangsverein“. 1856 gab der Chor sein erstes Konzert in der Aula des Lyceums.
1857 bestellte König Georg V. Wilhelm Bünte zum Solosänger des neu geschaffenen Königlichen Schlosskirchenchores („Hof- und Domchor“). Zugleich übernahm Bünte bis 1866, dem Ende des Königreichs Hannover, die Leitung des Knabenchores des Schlosskirchenchores. Darüber hinaus leitete Bünte weitere Chöre in der Stadt.
Nachdem Wilhelm Bünte 1866 als Lehrer der Stadttöchterschule II arbeitete und in der Aegidienstraße 20 wohnte, erhielt er später von 1879 bis 1898 die Stellung eines Musiklehrer an der hannoverschen Höheren Töchterschule I inne.
Unterdessen wurde Bünte 1881 Mitglied im Hannoverschen Künstlerverein. Die Gastspiele des von Bünte geleiteten Hannoverschen Männergesangsvereins machten ihn auch überregional bekannt. Bünte komponierte selbst Chormusik, insbesondere für Männerchor.
Kaiser Wilhelm II. hatte bei den Kaiserbesuchen in Hannover mehrfach Gelegenheit, Aufführungen des Hannoverschen Männergesangsvereins zu besuchen. 1888 wurde Wilhelm Bünte der Titel „Königlicher Musikdirektor“ verliehen. Die Leistungen des von ihm geleiteten Hannoverschen Männergesangsvereins hatten den Kaiser auf die Idee gebracht, für den 25. bis 27. Mai 1899 den Bund der Vereinigten Norddeutschen Liedertafeln zu einem Sängerwettstreit einzuladen.
Nachfolger in der Leitung des Hannoverschen Männergesangsvereins wurden Bruno Hilpert, J. B. Zerlett, Josef Frischen und Hans Stieber.
Obwohl Wilhelm Bünte in Friedrichsbrunn starb, wurde er ebenso wie sein Bruder August Heinrich Diedrich Bünte, der ihm 1890 als Königlicher Musikdirektor folgte, auf dem Stadtfriedhof Engesohde bestattet.

## Wilhelm-Bünte-Straße
Durch die Namensgebung der 1928 im hannoverschen Stadtteil Südstadt angelegten Wilhelm-Bünte-Straße wurde der Komponist und Chorleiter posthum geehrt.

## Werke (unvollständig)
- Wilhelm Bünte: Chorliederbuch zum Gebrauch in Progymnasien für 2 Soprane, Alt und Männerstimme, 3. Auflage, (in Frakturschrift) neu bearbeitet von Rudolf Bünte und Charles Bünte, Hannover-List; Berlin: C. Meyer, 1914
- Wilhelm Bünte, Text von H. Riedel: Frühlingstraum. Es hat mit weichem weissen Linnen ...; Opus 25, Nr. 3 (Chorpartitur, für 5-stimmigen Männerchor), Hannover: Hampe [1951]